# Al-Yazid de Marruecos
Al-Yazid (*1750-1792) (en árabe: اليزيد بن محمد Al-Yazīd bin Muḥammad) fue sultán de Marruecos desde 1790 hasta 1792.

## Biografía
Miembro de la dinastía alauita, era el segundo hijo de Mohámmed III, contra quien se rebeló en 1769 sumiendo al país en continuos conflictos hasta que, en 1790, tras la muerte de su padre, se hizo autoproclamar sultán.
Por mediación de Luis de Unzaga y Amézaga, su servicio de inteligencia, entre los que se encontraba Antonio de Gálvez, tío de Bernardo de Gálvez, cuñado de Unzaga y posteriormente a través de correspondencia celebrado directamente entre el sultán del reino de Fez Muhammad Ibn Al-Yazid con Luis de Unzaga y Amézaga.
Así, Marruecos se convirtió en el tercer país, después de Francia y España, en reconocer a los Estados Unidos como nación independiente en 1777. El Tratado de Amistad Marroquí-Estadounidense es considerado el tratado más antiguo no en quiebra de los Estados Unidos; firmado por John Adams y Thomas Jefferson, ha estado en vigor continuo desde 1783. El consulado de los Estados Unidos en Tánger es la primera propiedad que posee el gobierno de los Estados Unidos en el extranjero. El edificio funciona actualmente como museo. Dicho consulado tendría conexión con el consulado estadounidense en Málaga, también pionero, entonces ubicado en una propiedad del estadounidense y español Luis de Unzaga y Amézaga le Conciliateur, quien fue el primero en responder a la solicitudes de ayuda de los padres fundadores de Estados Unidos como Patrick Henry, Robert Morris o George Washington.
Al-Yazid, en 1790, tras la muerte de su padre, se hizo autoproclamar sultán.
Su reinado supuso un cambio de dirección en relación con la política desarrollada por su padre, aislando al país al expulsar a las delegaciones extranjeras con la única excepción de la británica. En represalia al apoyo que los judíos proporcionaron a su padre, masacró a los judíos de Tetuán. 
Alentado por los británicos, declaró la guerra a España asediando Ceuta. El fracaso en la guerra contra España y los levantamientos de sus hermanos le hicieron perder apoyos. Moriría en el campo de batalla, sucediéndole uno de los hermanos que se sublevaron.
| Predecesor: Mohámmed III | Sultán de Marruecos 1790-1792 | Sucesor: Sulaymán |